# Rhytidodus resaicus
Rhytidodus resaicus är en insektsart som beskrevs av Dlabola 1974. Rhytidodus resaicus ingår i släktet Rhytidodus och familjen dvärgstritar. Inga underarter finns listade i Catalogue of Life.